# Christina Rast
Christina Rast (* 1968 in Luzern) ist eine Schweizer Theaterregisseurin.
Christina Rast studierte Germanistik, Filmwissenschaft und Russistik an der Universität Zürich. Während ihrer Assistenzzeit am Schauspielhaus Zürich machte sie mit dem Monolog Kleine Zweifel von Theresia Walser (mit Paula Dombrowski) und der Theatersoap Das Leck im Schiffbau auf sich aufmerksam.
2002 gründete sie mit Michel Schröder und Ingo Berk die Spielstätte bunk r! am Schauspielhaus Zürich, die sich zu einem beliebten Treffpunkt für junge theaterinteressierte Menschen entwickelte und mit einem breiten Programm zwischen trashigen Schnellschüssen und fein gearbeiteten Inszenierungen aufwarten konnte. Am Schauspielhaus Zürich inszenierte sie Penthesilea von Heinrich von Kleist (mit Paula Dombrowski in der Titelrolle), Krankheit der Jugend von Ferdinand Bruckner, Die Schere von Dea Loher und People Next Door von Henry Adam. 
Es folgten die Uraufführung von Peter Stamms Die Töchter von Taubenhain am Luzerner Theater, die Projekte Maria Stuart und Ich rede! Kommt zu mir!!! Eine Heilssuche. am Theater Rampe in Stuttgart, eine Romanbearbeitung von Kurt Vonneguts Slapstick oder Nie wieder einsam! am Landestheater in Tübingen. Weiters die Uraufführung von Andrzej Stasiuks Ostmark, sowie Othello, wirkinderdesnetzes und Kabale und Liebe am renommierten Schauspielhaus Graz.
Des Weiteren inszenierte sie am Oldenburgischen Staatstheater, Theater Aachen, Thalia Theater Hamburg, Schauspiel Hannover, Residenztheater München, Landestheater Tübingen, dem Staatsschauspiel Dresden und am Theater Konstanz.
Eine enge Zusammenarbeit besteht zwischen Christina Rast und ihrer Schwester der bildenden Künstlerin und Kostüm- und Bühnenbildnerin Franziska Rast.
Rast hatte Lehraufträge für Regie an der Akademie für Darstellende Kunst Baden-Württemberg, Hochschule der Künste Bern, Zürcher Hochschule der Künste und der Hochschule für Musik und Theater Hamburg.